# Mane Rampak
Mane Rampak is een bestuurslaag in het regentschap Aceh Timur van de provincie Atjeh, Indonesië. Mane Rampak telt 523 inwoners (volkstelling 2010).